# 489 Comacina
489 Comacina je mali planet smješten u asteroidnom pojasu. Ime je dobio po otoku Isola Comacina, u jezeru Como, u Italiji.

## Vanjske poveznice
- 489 Comacina at AstDyS-2, Asteroids—Dynamic Site
  - Ephemeris · Observation prediction · Orbital info · Proper elements · Observational info
- 489 Comacina at the JPL Small-Body Database   - Close approach · Discovery · Ephemeris · Orbit viewer · Orbit parameters · Physical parameters